# الدوري الشمالي لكرة القدم 1950–51
الدوري الشمالي لكرة القدم 1950–51 (بالإنجليزية: 1950–51 Northern Football League)‏ هو موسم من الدوري الشمالي لكرة القدم ‏. فاز فيه بيشوب أوكلاند ‏.